# Żabowo (Mazovie)
Pour les articles homonymes, voir Żabowo.
Żabowo (prononciation : [ʐaˈbɔvɔ]) est un village polonais de la gmina de Zawidz dans le powiat de Sierpc de la voïvodie de Mazovie dans le centre-est de la Pologne.
Il se situe à environ 3 km à l'est de Zawidz (siège de la gmina), 18 km au sud-est de Sierpc (siège du powiat) et à 100 km au nord-ouest de Varsovie (capitale de la Pologne).
Le village compte approximativement une population de 250 habitants.

## Histoire
De 1975 à 1998, le village appartenait administrativement à la voïvodie de Płock.

Depuis 1999, il appartient administrativement à la voïvodie de Mazovie